# قبایل تسونگا
قبایل شنگانی یا تسونگا گروهی از مردم شرق و جنوب شرقی آفریقا هستند. شمار ایشان بیش از چهار میلیون نفر می‌باشد. همچنین گروهی از مردم شنگانی در دوره صفویه توسط پرتغالی‌ها به خلیج فارس آورده شده و پس از ورود به خاک ایران در منطقه بخش لاشار در نیک‌شهر ساکن شده‌اند. شنگانی‌های ایران اگرچه امروزه تقریباً زبان شنگانی را فراموش کرده‌اند اما آداب و سنن شنگانی خود را حفظ نموده و همچنان خود را شنگانی معرفی می‌کنند.